# Макаров, Сергей Викторович (хоккеист)
Сергей Викторович Макаров (род. 19 июня 1964, Москва) — советский и российский хоккеист, защитник. Мастер спорта СССР.

## Биография
Воспитанник московских «Крыльев Советов». Первый тренер Константин Смирнов, тренеры Анатолий Сергеев, Александр Зарубин. Дебютировал в первенстве СССР в составе родного клуба в переходном турнире сезона 1980/81, провёл в команде 10 лет. Выступал за клубы «Буран» Воронеж (1987/88), «Кристалл» Электросталь (1990/91), «Торпедо» НН (1991/92), «Эгида-Спорт ЛТД» (Тверь, КФК), «Медвешчак» Загреб (Хорватия, 1992/93), «Детройт Фэлконс» (1993/94, CoHL), «Молот» Пермь (1994/95), «Трир» (Германия, 1995/96), «Киекко-Эспоо» и «Лукко» (Финляндия, 1996/97), «Спартак», «Спартак-2» (оба — Москва) и «Курмаоста» (Италия, все — 1997/98), «Титан» Клин (1999/2000).
Бронзовый призёр чемпионата Европы среди юниорских команд 1982 года.
Тренер команды «Крыльев Советов» 1990 года рождения (2001—2004). Тренер (2006/07) и старший тренер (2007/08) петербургского СКА.
Сын Игорь также хоккеист.